# Bildtafeln der Verkehrszeichen in Deutschland
Der Katalog der Verkehrszeichen (VzKat) als Anlage zur Allgemeinen Verwaltungsvorschrift zur Straßenverkehrs-Ordnung wurde seit seiner Einführung mehrfach ergänzt, verändert und erneuert. Er wird in Wikipedia in Form von Bildtafeln der Verkehrszeichen in Deutschland wiedergegeben.
Die aktuell gültige Fassung des Katalogs ist die Bildtafel der Verkehrszeichen in der Bundesrepublik Deutschland seit 2017.

## Liste der Bildtafeln der Verkehrszeichen in Deutschland

### Deutsches Reich
- Bildtafel der Verkehrszeichen im Deutschen Reich vor 1910
- Bildtafel der Verkehrszeichen im Deutschen Reich von 1910 bis 1923
- Bildtafel der Verkehrszeichen im Deutschen Reich von 1923 bis 1925
- Bildtafel der Verkehrszeichen im Deutschen Reich von 1925 bis 1927
- Bildtafel der Verkehrszeichen im Deutschen Reich von 1927 bis 1934
- Bildtafel der Verkehrszeichen im Deutschen Reich von 1934 bis 1938
- Bildtafel der Verkehrszeichen im Deutschen Reich von 1938 bis 1945

### Westdeutsche Besatzungszonen und frühe Bundesrepublik Deutschland
- Bildtafel der Verkehrszeichen in den westdeutschen Besatzungszonen und der Bundesrepublik Deutschland von 1945 bis 1953

### Sowjetische Besatzungszone und frühe Deutsche Demokratische Republik
- Bildtafel der Verkehrszeichen in der sowjetischen Besatzungszone und der Deutschen Demokratischen Republik von 1945 bis 1956

### Deutsche Demokratische Republik
- Bildtafel der Verkehrszeichen in der Deutschen Demokratischen Republik von 1956 bis 1964
- Bildtafel der Verkehrszeichen in der Deutschen Demokratischen Republik von 1964 bis 1971
- Bildtafel der Verkehrszeichen in der Deutschen Demokratischen Republik von 1971 bis 1978
- Bildtafel der Verkehrszeichen in der Deutschen Demokratischen Republik von 1979 bis 1990

### Bundesrepublik Deutschland
- Bildtafel der Verkehrszeichen in der Bundesrepublik Deutschland von 1953 bis 1956
- Bildtafel der Verkehrszeichen in der Bundesrepublik Deutschland von 1956 bis 1971
- Bildtafel der Verkehrszeichen in der Bundesrepublik Deutschland von 1971 bis 1992
- Bildtafel der Verkehrszeichen in der Bundesrepublik Deutschland von 1992 bis 2013
- Bildtafel der Verkehrszeichen in der Bundesrepublik Deutschland von 2013 bis 2017
- Bildtafel der Verkehrszeichen in der Bundesrepublik Deutschland seit 2017